# كروان
الكروان (الاسم العلمي: Numenius) (باللاتينية: Numenius) هو طائر جميل يشتهر في الأدب العربي بلحنه الغناء.
الكِرْوان طائر مغرِّد طويل الرجلين شبيه بزمَّار الرمل؛ يستخدم منقاره الطويل الرفيع المنحني إلى أسفل في البحث عن الطعام في الطين والرمال. وفي الربيع والصيف يقتات ـ في الغالب ـ الحشرات والديدان والقواقع في المراعي المبللة. وفي الشتاء يقتات السرطانات والديدان البحرية والرخويات الموجودة على الشواطئ. يبني الكراون عشه على سطح الأرض، بعيدًا ـ في أغلب الأحيان ـ عن المياه. ويعيش الكروان في أوروبا وآسيا وأستراليا والمناطق القطبية الشمالية بأمريكا الشمالية وجنوبي أمريكا الجنوبية.
والكروان الأوروبي أضخم طائر مغرِّد، وله ريش مرقط ومؤخرة بيضاء، ويبلغ طوله 60سم تقريبًا، ويمكن مشاهدته في المستنقعات وحول مصبات الأنهار. أما الكروان المألوف فله تغريد ذو صبغة خاصة مميزة إلى حد كبير جدًا، إذ يبدأ تغريده بنغمات خفيفة ثم ترتفع هذه النغمات وتزداد درجة سرعتها، وتتلاشى بعد ذلك عندما ينزل مرفرفًا بجناحيه.
أما الكروان الأسترالي فإنه يشبه الأنواع الأوروبية، ولكن تعوزه المؤخرة البيضاء. ويتوالد الكروان الشرقي في سيبريا ويهاجر للمناطق الطينية المنخفضة على الساحل الأسترالي، ويهاجر أحيانًا، إلى نيوزيلندا.
ومن أكثر أنواع الكروان المألوفة في أمريكا الشمالية الكروان ذو المنقار الطويل الذي يتوالد في السهول الغربية والمروج، ويشبه في شكله ولونه الكروان الأوروبي؛ ذيله قصير مستدير، ويبلغ طول منقاره حوالي 20سم.
والفيوب نوع من الكروان أصغر حجمًا، يتوالد في جنوب أوروبا وشمال أمريكا. صوته ذو نغمات عالية متموجة. يهاجر الفيوب الأمريكي أو الكروان الهدسوني في الشتاء إلى أمريكا الجنوبية. أما كروان الإسكيمو النادر فهو أصغر حجمًا من الفيّوب.

## قراءات إضافية
- Bodsworth، Fred (1987). Last of the Curlews. ISBN:0-396-09187-3. (originally published in 1954)
- Colwell، Mary (19 أبريل 2018). Curlew Moon. William Collins. ISBN:978-0008241056. OCLC:1035290266.